# Greg Cornelsen
Pas d'image ? Cliquez ici

b Matchs officiels uniquement.
Dernière mise à jour le 4 février 2025.
 Gregory (Greg) Cornelsen, né le 29 août 1952 à Sydney (Australie), est un ancien joueur de rugby à XV qui a joué avec l'équipe d'Australie. Il évoluait au poste de troisième ligne. 
Son fils, Jack Cornelsen, est aussi joueur de rugby à XV.

## Carrière
Il joue son premier test match le 1er juin 1974 à l'occasion d'un match contre la Nouvelle-Zélande. Il dispute son  dernier test match contre l'équipe d'Angleterre, le 2 janvier 1982.
Le 9 septembre 1978, il inscrit quatre essais contre les All Blacks pour une victoire 30-16.

## Palmarès
- Nombre de test-matchs avec l'Australie :  25
- Sélections par année : 2 en 1974, 3 en 1975, 3 en 1976, 5 en 1978, 5 en 1979, 3 en 1980, 3 en 1981, 1 en 1982
- 4 essais, 16 points